# Tord tacat
El tord tacat (Geokichla guttata) és un ocell de la família dels túrdids (Turdidae).

## Hàbitat i distribució
Habita boscos, sovint de ribera de Kenya, Tanzània i l'extrem sud-est de República Democràtica del Congo.